# Marco abierto de lectura

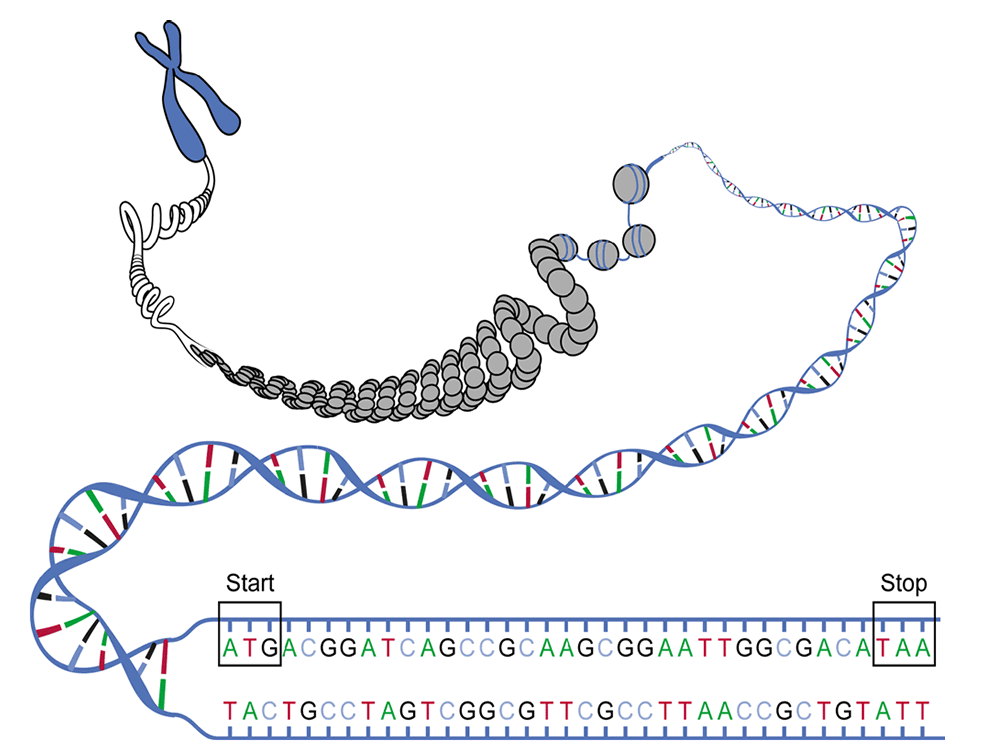
Esquema de un marco abierto de lectura, que incluye el codón de inicio (o start) y de parada (o stop).

En genética, se llama marco abierto de lectura o marco de lectura abierta (ORF, del inglés open reading frame) a la secuencia de ARN comprendida entre un codón de inicio (AUG) de la traducción y un codón de terminación, descontando las secuencias que corresponden a los intrones, en caso de haberlas. Se encuentra acotado por los UTR (es decir, las secuencias no traducidas). El nombre se debe a que, una vez establecido uno de los tres posibles marcos de lectura por el codón de iniciación, la secuencia se encuentra "abierta" para la transcripción, que continúa más allá del codón de terminación.
El ARN mensajero contiene por lo menos un ORF. Los eucariotas por lo general tienen un solo ORF. Los procariotas suelen tener dos o más ORF, por lo tanto, pueden sintetizar varios péptidos. Los ARN mensajeros que contienen más de un ORF se conocen como ARN policistrónicos, y los que tienen uno solo, monocistrónicos. 
En una secuencia de ADN cualquiera hay, a priori, seis posibles sentidos en los que pueden aparecer marcos abiertos de lectura; dado que cada codón toma tres nucleótidos, existen tres posibles lugares de inicio para tomar los nucleótidos de tres en tres; si se tomara un cuarto nucleótido como lugar de inicio, haría coincidir el marco abierto de lectura con el mismo que si se toma el primer nucleótido, a lo que hay que sumar los otros tres posibles marcos abiertos de lectura, si el ADN se traduce tomando como molde la hebra complementaria, con lo que se genera el sentido de lectura opuesto.
Estos marcos abiertos de lectura se denominan +1, +2, +3, -1, -2 y -3.
En un ejemplo, con la secuencia 5' aactgcagtacgtaacgtca 3':
```
+2 5'  aa ctg cag tac gta acg tca   3'
+3 5'   a act gca gta cgt aac gtc a 3'
+1 5' aac tgc agt acg taa cgt ca    3'
-1 3' ttg acg tca tgc att gca gt    5'
-3 3'   t tga cgt cat gca ttg cag t 5'
-2 3'  tt gac gtc atg cat tgc agt   5'
```

Cada uno de los seis posibles marcos abiertos de lectura dará lugar a una secuencia proteica absolutamente diferente.